# アガタ・ベドナルズク
アガタ・ベドナルズク（Ágatha Bednarczuk、1983年6月22日 - ）は、ブラジルのビーチバレーボール選手である。チームメイトのバルバラ・セイシャスとともに2015年ビーチバレーボール世界選手権の選手権者であり、リオデジャネイロオリンピックの銀メダリストである。

## 来歴
ブラジル南部のパラナ州クリチバ出身。アルフレッド・ベドナルズクとマリアホセの間に1983年に誕生した。ベドナルズクの家系はポーランド系及びイタリア系である。アガタはパラナグア市で競技者キャリアに入る。2001年頃からビーチバレーボールを始めた。2005年にベルリンで開催されたビーチバレーボール世界選手権にサンドラ・ピレスと組み出場したことから一躍有名となった。
2008年にはシェルダ・ベデと、2012年にはバルバラ・セイシャスとのペアでビーチバレーボールワールドツアーに参戦。2013年にはマリア・アントネッリとのペアで2013年ビーチバレーボール世界選手権に出場し17位に終わる。2014年からはバルバラと再びペアを組み、2015年ビーチバレーボール世界選手権では一躍金メダルを獲得し、リオデジャネイロオリンピックの出場権を獲得した。
2016年のリオデジャネイロオリンピックでは、準決勝でアメリカ合衆国のケリー・ウォルシュ・ジェニングス・エイプリル・ロス組を2-0のストレートで下し、決勝に進出。決勝戦では、ドイツのラウラ・ルートヴィヒ・キラ・ヴァルケンホルスト組に敗れたものの銀メダルに耀いた。